# Lijst van musea in Nederland
Dit is een lijst van musea in Nederland.

## Caribisch Nederland

### Bonaire
- Bonaire Museum
- Museo di Belua
- Museum Chich'i Tan
- Museum Washington Park
- Museum Kas Krioyo
- Museum Mangasina di Rey
- Museum Fort Oranje
- Documentatiecentrum Herensia Boneriano
- Terramar museum
- Openluchtmuseum Tanki Maraka

### Sint Eustatius
- Berkel's Family Museum
- Simon Doncker Museum

### Saba
- Harry L. Johnson Museum
- Major Osmar Ralph Simmons Museum